# のりものダイスキ!! 〜新幹線でゴー!ゴ・ゴー!・ジューキーズこうじちゅう!〜
『のりものダイスキ!! 〜新幹線でゴー!ゴ・ゴー!・ジューキーズこうじちゅう!〜』（のりものダイスキ!! しんかんせんでゴー!ゴ・ゴー!・ジューキーズこうじちゅう!）は、キングレコードから発売された童謡のコンピレーション・アルバム。2012年2月22日発売。

## 概要
- 子供に人気の乗り物の歌を全25曲収録したコンピレーション・アルバム。
- クリステル・チアリによる車内アナウンス（ナレーション）付き。
- 付録として、乗り物のイラストの塗り絵が入っている。

## 収録曲
- 1.のりものダイスキ号 車内アナウンスⅠ
- 2.くるまだくるま
- 3.バスごっこ
- 4.バスにのって
- 5.ザ・バス
- 6.のりものダイスキ号 車内アナウンスⅡ
- 7.はたらくくるま（ロングメドレー）
- 8.ジューキーズこうじちゅう!
- 9.のりものダイスキ号 車内アナウンスⅢ
- 10.ちかてつ
- 11.鉄道唱歌（山手線内回り）
- 12.鉄道唱歌（山手線外回り）
- 13.汽車ポッポ
- 14.ぼくらのロコモーション
- 15.でんしゃだいすき!
- 16.のりものダイスキ号 車内アナウンスⅣ
- 17.新幹線でゴー!ゴ・ゴー!
- 18.はしるよ!新幹線!
- 19.この指超特急
- 20.はぴねす特急
- 21.のりものダイスキ号 車内アナウンスⅤ
- 22.炎神戦隊ゴーオンジャー
- 23.すすめ!アンパンマン号
- 24.きかんしゃトーマスのテーマ
- 25.回転木馬
- 26.のりものダイスキ号 車内アナウンスⅥ
- 27.宇宙船のうた
- 28.宇宙戦艦ヤマト
- 29.ボロボロロケット
- 30.銀河鉄道999
- 31.のりものダイスキ号 車内アナウンスⅦ
- 32.ゆめでんしゃ